# صالح النصر الله
صالح نصر الله عبد الرحمن النصر الله (1929 - 21 أكتوبر 2004) شاعر كويتي. ولد في مدينة الكويت. تلقّى دورات في علم النفس والتربية في لبنان والكويت. اشتغل في حقل التعليم من 1946 حتى تقاعده في 1971. نشر شعره في الصحف والمجلّات منذ أوائل السبعينيات. توفي في مسقط رأسه.

## سيرته
ولد صالح نصر الله عبد الرحمن النصر الله في في منطقة القبلة بمدينة الكويت ، وتنحدر أسرة النصر الله بالكويت من الـ«هويمل» من الـ«أبو رباع» من الحسني من قبيلة عنزة، هاجرت من سدير إلى الكويت وسكنت جبله والجهراء ، ودرس صالح نصر الله في كتاتيب الكويت ، وممن درس عندهم أحمد خميس الخلف، وعبد العزيز ناصر العنجري ومحمود بن محمد الحرمي، ثم التحق بالمدرسة المباركية، التي انتقل منها إلى المدرسة الأحمدية ثم المدرسة القبلية.

اشتغل في حقل التعليم منذ 1946 حتى تقاعد في عام 1971. ولقد تنقل في اثناء عمله بين عدة مدارس هي المباركية وروضة البنين ومدرسة المرقاب ومدرسة عمر بن الخطاب، واختتم عمله في مدرسة قتيبة، وقد زامل في هذه المدارس عددا من قدامى المعلمين الكويتيين منهم عبد العزيز الدوسري، وخالد المسعود وعيسى اللوغاني ومحمد الشايجي وغيرهم.

حضر دورات في علم النفس والتربية في لبنان والكويت في الخمسينيات. 

توفي في 21 أكتوبر 2004.

## شعره
نشر قصائده في الصحف والمجلات منذ أوائل السبعينيات. «له شعر جميل يحرص الناس على متابعته وقراءاته، فهو من النوع السهل الممتنع الذي لا يصعب على أحد تذوقه أو فهمه، له قصائد متنوعة، وله في الشعر طريقان أولهما طريق الشعر العربي الفصيح وثانيهما طريق الشعر الشعبي النبطي.» 